# Amanda Stott
Pour les articles homonymes, voir Stott.
Amanda Stott, née le 6 mai 1982 à Brandon au Manitoba, est une chanteuse canadienne.

## Biographie
Amanda Stott nait et grandit au Manitoba, où son père est saxophoniste et pianiste. Elle chante à l'église dès l'âge de trois ans. Elle commence à être connue comme chanteuse de country lors du Dauphin Country Fest en 1994. Elle signe avec  Warner Music Canada en 1999 et son premier CD sort en 2000, qui devient un hit à la radio et à la télévision.

## Albums
- 2000 : Amanda Stott (en), Label Warner Music Canada
- 2005 : Chasing the Sky, Label EMI[3]
- 2011 : Place to Start Again, Label His Grip Music

### Singles
| Année | chanson                   | Chart Positions | Chart Positions | Album           |
| Année | chanson                   | CAN Country     | CAN             | Album           |
| ----- | ------------------------- | --------------- | --------------- | --------------- |
| 2000  | Black Is Black            | 4               | —               | Amanda Stott    |
| 2000  | Somebody to Love          | 12              | —               | Amanda Stott    |
| 2000  | You're Not Alone          | —               | —               | Amanda Stott    |
| 2001  | I Just Believe That I Can | —               | —               | Amanda Stott    |
| 2001  | To Keep From Missing You  | —               | —               | Amanda Stott    |
| 2004  | Paper Rain                | —               | 1               | Chasing the Sky |
| 2005  | Homeless Heart            | —               | —               | Chasing the Sky |
| 2005  | She'll Get Over It        | —               | —               | Chasing the Sky |